# Oświata w Portugalii
Oświata w Portugalii – sieć szkolna w Portugalii jest scentralizowana i podlega Ministerstwu Edukacji. Można wyróżnić cztery szczeble administracji szkolnej, które odpowiadają za różne typy szkół. Szczebel centralny odpowiada za cały system, regionalny – za szkolnictwo początkowe i średnie, regionalny (Azory) i (Madera) zajmuje się sprawami innych obszarów należących do Portugalii oraz lokalny – funkcjonowaniem placówek, doborem kadry, realizacją programu i wynikami w nauce.
Przedszkola podlegają poza Ministerstwem Edukacji, także Ministerstwu Pracy i Pomocy Społecznej. Językiem urzędowym w państwie jest język portugalski.

## System szkolnictwa
Przedszkole – nie jest obowiązkowe, uczęszczają tu dzieci w wieku 3-5 lat. Placówki pełnią rolę wstępnego etapu kształcenia na poziomie początkowym. Można wyróżnić trzy struktury organizacyjne przedszkoli:
- przedszkola stacjonarne;
- przedszkola wędrowne – funkcjonujące na odległych i słabo zaludnionych obszarach wiejskich;
- świetlice przedszkolne – funkcjonujące w miastach, gdzie brakuje miejsc w przedszkolach stacjonarnych.

Szkoła podstawowa (ensino básico) jest obowiązkowa, powszechna, bezpłatna i jednolita. Trwa dziewięć lat i obejmuje:
- czteroletni cykl nauczania zintegrowanego:
- dwuletni cykl kształcenia przygotowawczego;
- trzyletni cykl przygotowujący uczniów do podjęcia decyzji o wyborze i kierunku dalszej nauki, a także dający podstawową wiedzę techniczno -zawodową.

Ocenianie na etapie nauczania zintegrowanego jest opisowe, natomiast w dwóch następnych cyklach stosowane są oceny cyfrowe w skali 1-5.
Drugi etap szkoły podstawowej – przygotowawczy, odbywa się w sposób bezpośredni w placówkach stacjonarnych lub pośredni przez kształcenie audiowizualno-telewizyjne, przeznaczone dla uczniów z obszarów wiejskich i słabo zaludnionych.
Po zakończeniu kształcenia w szkole podstawowej, uczniowie otrzymują dyplom, dający wstęp do szkoły średniej.
Obowiązek szkolny w Portugalii trwa dziewięć lat, tj. od 6 do 15 roku życia dziecka.
Szkoła średnia (ensino secundário) oferuje kierunki: ogólny, techniczno – zawodowy oraz zawodowy, trwający 1-4 lata. Ukończenie pierwszego otwiera drogę na studia wyższe. Kierunek techniczny daje możliwość kontynuowania nauki na studiach wyższych nieuniwersyteckich. Zaś szkoły zawodowe uprawniają do podjęcia pracy lub dalszej nauki dającej dyplom.
Na etapie kształcenia średniego istnieje również możliwość edukacji w postaci audiowizualnej lub wieczorowej.
Szkołę średnią kończą egzaminy zewnętrzne organizowane przez Biuro ds. Oceniania. Wyniki egzaminów są podstawą do przyjęcia na studia wyższe.
Szkolnictwo wyższe – obejmuje dwa typy szkół wyższych:
- uczelnie uniwersyteckie;
- uczelnie politechniczne.

Kształcenie uniwersyteckie daje następujące stopnie akademickie:
- bacharel – po trzyletnim kształceniu, z programem technicznym, kulturowym, uprawnia do wykonywania określonych zawodów;
- licenciado – czteroletni cykl kształcenia, z programem technicznym, kulturowym i specjalistycznym w danej dziedzinie;
- mestre – pogłębiona wiedza z danego obszaru naukowego oraz umiejętność prowadzenia badań;
- doutor – wysoki poziom kulturowy oraz zdolność prowadzenia badań w konkretnej dziedzinie wiedzy.